# Родригес Бебанс, Хосе Луис
Хосе́ Луи́с Родри́гес Беба́нс (исп. José Luis Rodríguez Bebanz; род. 14 марта 1997, Канелонес) — уругвайский футболист, защитник клуба «Васко да Гама» и сборной Уругвая.

## Клубная карьера

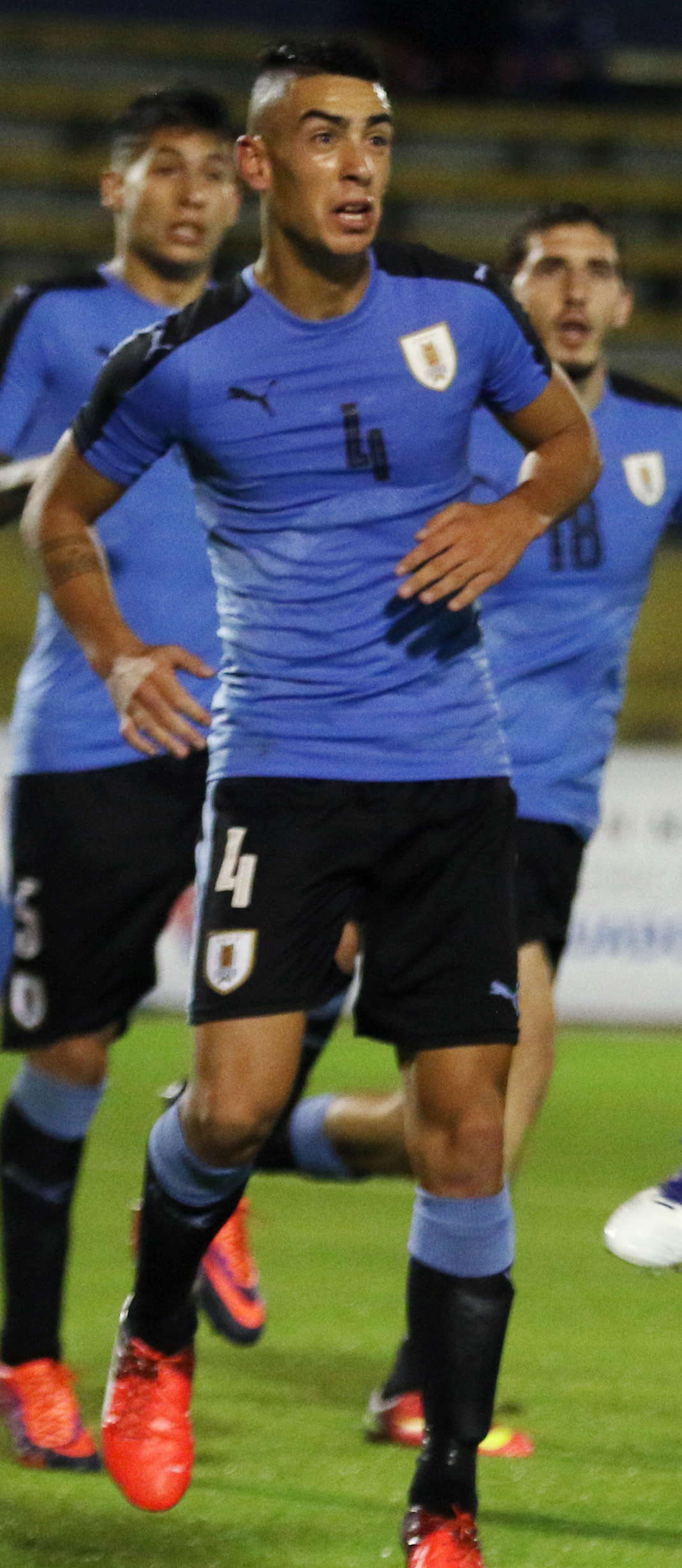
Родригес в составе сборной Уругвая

Родригес — воспитанник столичного клуба «Данубио». 2 апреля 2016 года в матче против столичного «Расинга» он дебютировал в уругвайской Примере. 11 декабря в поединке против столичного «Ливерпуля» Хосе сделал «дубль», забив свои первые голы за «Данубио». В 2019 году Родригес на правах аренды перешёл в аргентинский «Расинг». 25 ноября в матче против «Тальерес» он дебютировал в аргентинской Примере. По окончании аренды игрок вернулся в «Данубио».
В 2021 году Родригес перешёл в «Феникс». 18 сентября в матче против «Пеньяроля» он дебютировал за новую команду. 26 сентября в поединке против «Монтевидео Сити Торке» Хосе забил свой первый гол за «Феникс». 
В 2022 году Родригес перешёл в «Насьональ». 7 февраля в матче против «Депортиво Мальдонадо» он дебютировал за новый клуб. 25 июня в поединке против своего бывшего клуба «Данубио» Хосе забил свой первый гол за «Насьональ». В своём дебютном сезоне игрок помог клубу выиграть чемпионат. В 2023 году Родригес перешёл в бразильский «Васко да Гама». 26 января в матче Лиги Кариока против «Португезы» игрок дебютировал за основной состав. 28 февраля в поединке против «Боависты» Хосе забил свой первый гол за «Васко да Гама». 16 апреля в матче против «Атлетико Минейро» он дебютировал в бразильской Серии A.

## Международная карьера
В 2017 года Родригес в составе молодёжной сборной Уругвая выиграл молодёжный чемпионат Южной Америки в Эквадоре. На турнире он сыграл в матчах против команд Перу, Колумбии, Аргентины, Бразилии, Эквадора и дважды Венесуэлы.
В том же году Родригес принял участие в молодёжном чемпионате мира в Южной Корее. На турнире он сыграл в матчах против команд Японии, ЮАР, Саудовской Аравии, Португалии и Венесуэлы и дважды Италии.
28 марта 2023 года в товарищеском матче против сборной Южной Кореи Родригес дебютировал за сборную Уругвая.

## Достижения
Клубные
 «Насьональ»
- Победитель уругвайской Примеры — 2022

Международные
 Уругвай (до 20)
- Чемпион Южной Америки среди молодёжи (1): 2017